# Stendardo di Bettona
Il Gonfalone di Sant’Anna è un dipinto a tempera su tavola (198,5x135) attribuito a  Perugino e bottega, che si data al 1512-13 circa, epoca della permanenza del pittore a Bettona. Era conservato fino all’inizio del Novecento nella chiesa madre del borgo, per poi essere trasferito nel museo della città.

## Descrizione
All’interno di una semplice struttura architettonica formata da un arco e due pilastri, vi è la gran parte dei personaggi. In alto si trova Cristo, che sta lasciando cadere delle frecce o dei fulmini. Al suo fianco vi sono due santi monaci non identificati. In una mandorla circondata dall’arcobaleno si trovano Sant’Anna, la Madonna e Gesù bambino. Sant’Anna con il suo manto impedisce che i fulmini della peste ricadano su Bettona. Questo tipo di iconografia riprende la Sant'Anna metterza di Masaccio, che a sua volta era ripresa da un affresco di Bicci di Lorenzo. In basso si trovano San Crispolto, patrono del borgo, e Sant'Antonio da Padova, che sembrano voler intercedere per la protezione di Bettona. Infine, sullo sfondo, si può notare il paesello umbro, raffigurato tramite una visione idealizzata tipica del Perugino.
Attribuito in passato allo Spagna, poi al Pinturicchio, e infine alla sua bottega a causa delle sue cattive condizioni in passato, recentemente è stata accreditata l’ipotesi secondo la quale la parte inferiore, e cioè i SS. Crispolto e Antonio, lo sfondo e la figura della Madonna, siano state dipinte dal Perugino, mentre la parte superiore, che comprende Gesù bambino, Sant’Anna, Cristo e i due santi monaci, sia stata completata da un suo seguace.